# Здолбунівський район
Здолбу́нівський райо́н — колишній район у південній частині Рівненської області України. Районний центр — місто Здолбунів.
До складу району входить 53 села, 20 сільських, селищна та міська ради.
Відстань від районного центру міста Здолбунів до обласного м. Рівне — 12 км.

## Символіка
Пра́пор Здолбу́нівського райо́ну затверджено рішенням Здолбунівської районної ради від 11 листопада 2009 року № 677. Це стяг зі співвідношенням сторін 2:3, який розділено горизонтально на три рівні смуги. Крайні верхня та нижня смуги зеленого кольору, центральна смуга червоного кольору. В центрі прапора розташований білий козацький хрест Червоне поле — давній символ Великої історичної Волинської землі, до якої споконвічно належала територія Здолбунівського району. Червона барва означає хоробрість, великодушність, мужність. Зелений колір символізує багату лісисту місцевість

## Загальна географічна характеристика
Межував з чотирма районами Рівненської та одним районом Тернопільської області:
- Дубенський район (на заході);
- Рівненський район (на півночі);
- Гощанський район (на північному сході);
- Острозький район (на сході);
- Шумський район (Тернопільська область) (на півдні).

Площа Здолбунівського району — 66 тис. км². Чисельність населення за переписом 1989 року — 65 347 осіб. Станом на липень 2009 року — 57,5 тис. осіб, у тому числі: сільського — 28,3 тис. осіб, міського — 29,3 тис. осіб.
Здолбунівський район включав 1 місто (Здолбунів), 1 селище міського типу (Мізоч) та 53 села.
Найбільшими населеними пунктами у районі окрім Здолбунова були селище Мізоч та села Здовбиця і Дермань.
Усі Населені пункти Здолбунівського району

## Сільські, селищні та міські ради
До складу району входить: 1 місто, 1 селище та 53 села.
Також, на території району було 22 ради: 1 міська рада, 1 селищна рада та 20 сільських рад.
▲ Найбільша -
▼ Найменьша -
▲ Найбільше населення - Здолбунівська міська
▼ Найменше населення -

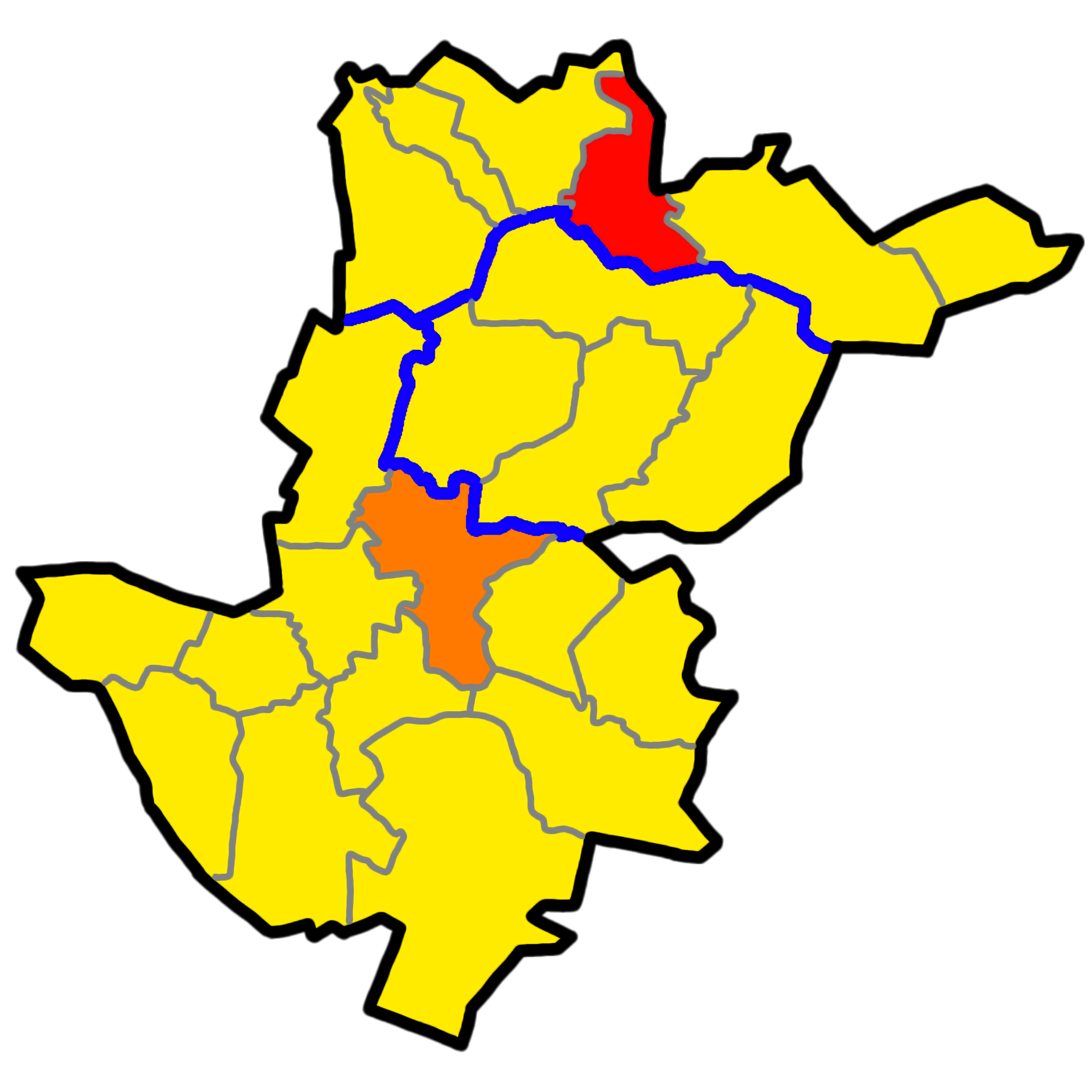
Здолбунівський район

Червоним кольором позначено міські (🟥).
Оранжевим кольором позначено селищні (🟧).
Жовтим кольором позначено сільські (🟨).

## Фізико-географічні умови
Більша частина Здолбунівського району лежить у межах Волинської височини (Рівненське плато — підвищена лісова рівнина, розчленована ярами та балками), крайня північна — в межах Поліської низовини.
Є запаси будівельного піску, глини, торфу. Загальнодержавне значення мають поклади крейди, розвідані родовища фосфоритів.
По території району протікають річки системи Горині (басейну Дніпра): середня течія Збитеньки, витоки Стубли та Усті, Стубазка, Піщанка.
Різноманітність рельєфу, ґрунтоутворювального поділу та ґрунтів, багатство рослинного і тваринного світу роблять цей край унікальним. Найбільшу наукову та лісівничу цінність мають старі грабово-дубові ліси, особливо в урочищах Мостівському, Гурби, Турова Могила. Тут серед порівняно молодих дерев віком від 80 до 130 років є і старожили — 400-річний каштан та 300-літні липи в с. Дермань, 200-літня липа в урочищі Чернява (поблизу с. Ступне).
Розташований у Західноукраїнській лісостеповій фізико-географічній провінції (більша частина) та Волинському Поліссі.
Унікальна територія Здолбунівщини, що знаходиться у південній частині на межі Волинського лісового плато, Малого Полісся та Кременецьких гір, належить до Дермансько-Мостівського регіонального ландшафтного парку. Із флори парку 31 вид рослин занесено до Червоної книги: це, зокрема, меч-трава болотна, осока Девелла, сашник іржавий, а глід український, що росте в околицях с. Мізоч, занесено до Світового та Європейського червоних списків.

### Природоохоронні території
- 300-річні липи (пам'ятка природи)
- Болото Кругляк (заказник)
- Кунинська Дача (заказник)
- Будеразький ентомологічний заказник
- Будеразький лісовий заказник
- Гурби (заповідне урочище)
- Дермансько-Мостівський регіональний ландшафтний парк
- Дермансько-Острозький національний природний парк
- Джерело «Батиївка»
- Джерело Ринва
- Дівоча Гора (заповідне урочище)
- Колобанки (заказник)
- Мощаницький заказник
- Ольхава (заказник)
- Урочище «Будки»
- Урочище «Зіньків камінь»
- Урочище «Турова могила»
- Урочище Пекло

## Історична довідка

### Заселення території
Заселення цієї території людьми почалося в період пізнього неоліту та ранньої бронзи (ІІІ-ІІ ст. до н. е.). Залишки давньоруських городищ існують на території сіл Дермань, Будераж, Мала Мощаниця. Загалом на території району 73 пам'ятки археології.

### Утворення
Указом Президії Верховної Ради Української РСР від 17 січня 1940 року в Ровенській області утворюються 30 районів, серед них — Здолбунівський  з м. Здолбунів і ґміни Здовбиця Здолбунівського повіту.

### Друга світова війна
Під час Другої світової війни тут був осередок діяльності УПА. В Здолбунівських лісах формувалися її бойові підрозділи, базувалися старшинські школи, підпільні типографії, штаби УПА (Південь та Північ). 21-22 листопада 1943 р. у с. Будераж у приміщенні нині діючої школи відбулася перша конференція поневолених народів Східної Європи й Азії. Після закінчення війни у США було створено Антибільшовицький блок поневолених народів (нині — Асамблея блоку народів Європи та Азії за свободу і незалежність із центром у Мюнхені).
Історично пам'ятними для українського народу є гурбенські події. У Пасхальні дні 1944 року, в Гурбенському лісі відбулася найбільша битва між формуваннями УПА Південної групи УПА-Північ «Богун» під командуванням командира Петра Олійника-«Енея» та з'єднання «Холодний яр» УПА-Південь, очолюване командиром Миколою Свистуном-«Ясенем» (яке налічувало близько 5 тисяч повстанців) з внутрішніми військами НКВД та частинами Червоної Армії чисельністю близько 35 тисяч осіб, яких підтримувала авіація, танкові частини, бронепоїзд. Наприкінці 80-х на початку 90-х років жителі району вшанували пам'ять про найбільшу битву формувань Української Повстанської армії за незалежність України: на місці загибелі повстанців насипали могили, на них поставили хрести і збудували капличку. Уже стало традицією щорічно у період Великодніх свят проводити урочисте вшанування полеглих у гурбенських лісах, на яке з'їжджаються представники не лише району й області, а й інших місцевостей. У 2005 році тут було побудовано монастир, який носить назву Свято-Воскресенський чоловічий монастир на Повстанських могилах. А 14 жовтня 2006 року відбулося урочисте закладання каменю та розпочато будівництво пантеону Героїв Гурбенського бою поблизу урочища Гурби Здолбунівського району. Відбулось перезахоронення з інших місць Гурбинського лісу до національного пантеону тлінних останків героїв-повстанців, ідентифіковано імена загиблих. Перед могилами повстанців поставлено на високому постаменті-колоні скульптуру Покрови Пресвятої Богородиці, а над могилами покладено мармурові плити з іменами загиблих.
Перебуваючи під фашистською окупацією (з липня 1941 до лютого 1944 років) район зазнав значних людських втрат. У квітні 1943 року нацисти спалили живцем 74 жителі с. Святе, 14 жовтня 1943 року в урочищі Сосонки поблизу Мізоча розстріляли понад 3,5 тис. євреїв.
За даними районного відділу МДБ станом на квітень 1948 року з району було виселено 224 родини «бандпособників» і націоналістів. У 1950 році почалася нова кампанія з виключення з колгоспів «бандпособницьких» родин, станом на 20 червня 1950 року в Здолбунівському районі було виключено 19 родин (такі виключені родини надалі підлягали виселенню за межі УРСР).

## Економіка

### Промисловість
Здолбунівський район має власну промислову базу, від окремих галузей якої в значній мірі залежить економіка України. Одним із провідних і найпотужніших в області є Публічне акціонерне товариство «Волинь-Цемент» [Архівовано 23 липня 2019 у Wayback Machine.] та ТОВ «Волинь-шифер» [Архівовано 25 квітня 2015 у Wayback Machine.] по виробництву цементу і шиферу. Нарощують темпи виробництва такі підприємства району як ЗАТ «Іскра», ВАТ «Укрцемремонт». Найбільші підприємства розташовані в Здолбунові та селищі Мізоч.

### Агропромисловий комплекс
У районі вирощують цукровий буряк, зернові, відроджується традиційна галузь хмелярства. Розвинуті скотарство та свинарство. Сільськогосподарську діяльність в районі здійснюють 13 сільськогосподарських підприємств, 63 фермерських господарства та 21,8 тисяч особистих селянських господарств, які використовують 34,6 тис. га ріллі.

### Транспортно-комунікаційна інфраструктура
Здолбунів є важливим залізничним вузлом Львівської залізниці, що має 4 напрями руху: Львів, Київ, Лунінець та Ковель. Залізничну сферу обслуговують вагонне та локомотивне депо, дистанція сигналізації і зв'язку, дистанція енергопостачання, де зайнято понад 3 тисячі чоловік. Залізничні станції — Здолбунів, Глинськ, Івачкове, Мізоч.

## Соціальна сфера і сфера послуг
У районі розташовані відділення 6-ти банків: «Ощадбанку», «Приватбанку», банку «Фінанси і кредит», банків «Аваль», «Форум», «Надра».
На Здолбунівщині діють 76 релігійних громад, серед яких: 30 — УПЦ (Московського Патріархату), 21 — УПЦ (Київського Патріархату), 1 — Українська Автокефальна Православна Церква, 1 греко-католицька громада, 1 римо-католицька, 22 протестантських.
На Здолбунівщині регулярно випускається одна громадсько-політична газета «Нове життя» (редактор М.Степанюк) тиражем до 3000 тисяч, діє електронна версія ЗМІ Здолбунів CITY [Архівовано 6 серпня 2013 у Wayback Machine.].

## Населення
Розподіл населення за віком та статтю (2001):
| Стать | Всього | До 15 років | 15-24 | 25-44 | 45-64 | 65-85 | Понад 85 |
| --- | ------ | ----------- | ----- | ----- | ----- | ----- | -------- |
| Чоловіки | 27 208 | 5636        | 3889  | 8263  | 6090  | 3208  | 122      |
| Жінки | 31 789 | 5332        | 3812  | 8270  | 7604  | 6262  | 509      |
| \| Статево-вікова піраміда \| Статево-вікова піраміда \| Статево-вікова піраміда \| \| ----------------------- \| ----------------------- \| ----------------------- \| \| Чоловіки \| Вік \| Жінки \| \| 122 \| 85 + \| 509 \| \| 243 \| 80-84 \| 768 \| \| 550 \| 75-79 \| 1437 \| \| 1148 \| 70-74 \| 1990 \| \| 1267 \| 65-69 \| 2067 \| \| 1402 \| 60-64 \| 2115 \| \| 1212 \| 55-59 \| 1572 \| \| 1640 \| 50-54 \| 1959 \| \| 1836 \| 45-49 \| 1958 \| \| 2251 \| 40-44 \| 2275 \| \| 2001 \| 35-39 \| 2006 \| \| 2008 \| 30-34 \| 2034 \| \| 2003 \| 25-29 \| 1955 \| \| 1908 \| 20-24 \| 1904 \| \| 1981 \| 15-20 \| 1908 \| \| 2249 \| 10-14 \| 2072 \| \| 1889 \| 5-9 \| 1848 \| \| 1498 \| 0-4 \| 1412 \| |        |             |       |       |       |       |          |
| Статево-вікова піраміда |        |             |       |       |       |       |          |
| Чоловіки | Вік    | Жінки       |       |       |       |       |          |
| 122 | 85 +   | 509         |       |       |       |       |          |
| 243 | 80-84  | 768         |       |       |       |       |          |
| 550 | 75-79  | 1437        |       |       |       |       |          |
| 1148 | 70-74  | 1990        |       |       |       |       |          |
| 1267 | 65-69  | 2067        |       |       |       |       |          |
| 1402 | 60-64  | 2115        |       |       |       |       |          |
| 1212 | 55-59  | 1572        |       |       |       |       |          |
| 1640 | 50-54  | 1959        |       |       |       |       |          |
| 1836 | 45-49  | 1958        |       |       |       |       |          |
| 2251 | 40-44  | 2275        |       |       |       |       |          |
| 2001 | 35-39  | 2006        |       |       |       |       |          |
| 2008 | 30-34  | 2034        |       |       |       |       |          |
| 2003 | 25-29  | 1955        |       |       |       |       |          |
| 1908 | 20-24  | 1904        |       |       |       |       |          |
| 1981 | 15-20  | 1908        |       |       |       |       |          |
| 2249 | 10-14  | 2072        |       |       |       |       |          |
| 1889 | 5-9    | 1848        |       |       |       |       |          |
| 1498 | 0-4    | 1412        |       |       |       |       |          |

## Культура
В районі функціонує 36 клубних установ системи Міністерства культури України (15 будинків культури, з них Мізоцький селищний будинок культури та Здолбунівський районний будинок культури, а також 21 клубний заклад, з них 1 Здолбунівський міський клуб). Нині до послуг жителів району 30 бібліотек, в тому числі центральна районна бібліотека, районна бібліотека для дітей та юнацтва, 2 міських, 26 сільських бібліотек. Працює Здолбунівський районний історико-краєзнавчий музей по вулиці Фабричній, 9. Багато мешканців міста й району асоціюють цю будівлю з колишньою стоматполіклінікою, а старожили пам'ятають її як катівню НКВС. Директор музею Олег Тищенко. На території району працює 2 школи естетичного виховання (Здолбунівська музична школа та Мізоцька музична школа).
В районі є 22 аматорських творчих колективів, що носять звання «народний» та «зразковий». Відомими в районі, області та за її межами є: народне аматорське вокальне тріо «Мірина»; народний аматорський хоровий колектив; народний аматорський вокально-інструментальний ансамбль «Візерунки»; театр читця «Пошук» Здолбунівського районного будинку культури; народний фольклорний ансамбль «Родовід» клубу с. Нова Мощаниця; народні аматорські хорові колективи будинку культури с. Івачків, та селища Мізоч; зразковий аматорський ансамбль народної музики «Козачок»; зразковий аматорський оркестр народних інструментів «Самоцвіт»; народний фольклорний ансамбль «Здовбицькі молодички» будинку кульри с. Здовбиця та багато інших, зразковий вокальний ансамбль «Іскринка» Здолбунівської музичної школи, зразковий хор старших класів Здолбунівської музичної школи.
Аматорські колективи району — постійні учасники не тільки міських, районних та обласних свят, а також Всеукраїнських й Міжнародних рівнів.
Почесне звання Заслужений працівник культури України присвоєно Стельмашуку Олександру Івановичу, Тебенько Раїсі Василівні та Бугринцю Андрію Васильовичу.

## Політика
25 травня 2014 року відбулися Президентські вибори України. У межах Здолбунівського району було створено 56 виборчих дільниць. Явка на виборах складала — 71,84 % (проголосували 32 170 із 44 783 виборців). Найбільшу кількість голосів отримав Петро Порошенко — 60,58 % (19 488 виборців); Юлія Тимошенко — 13,85 % (4 454 виборців), Олег Ляшко — 12,52 % (4 027 виборців), Анатолій Гриценко — 4,32 % (1 390 виборців). Решта кандидатів набрали меншу кількість голосів. Кількість недійсних або зіпсованих бюлетенів — 0,77 %.

## Туризм
Здолбунівщина може запропонувати багато варіантів для чудового відпочинку на природі. Здолбунівщина туристична: ТОП -10 місць відпочинку на природі
Кожен обирає в туризмі те, що ближче його вподобанням та можливостям. Здолбунівщина пропонує здійснити захоплюючу подорож туристичним маршрутом “Мальовнича Здолбунівщина". Мандруючи лісовими стежками і польовими дорогами, ви відчуєте близькість з природою, оздоровитесь фізично і духовно, відчуєте неповторність та красу унікальної природи і культури рідної землі.

## Інвестиції
Здолбунівщина — це промислово-аграрний регіон зі значним ресурсним та інвестиційним потенціалом. Основними пріоритетами інвестиційного розвитку району визначено: — реконструкцію виробничих потужностей підприємств із виробництв сучасних будівельних матеріалів (цементу, шиферу, керамічної та лицювальної цегли); — впровадження енергозаощаджувальних заходів; — будівництво підприємств переробної промисловості; — капітальний ремонт та будівництво нових систем водопостачання та водовідведення; — модернізація систем теплопостачання; — розвиток туристично-рекреаційної інфраструктури.
Інвестиційний паспорт Здолбунівського району. Інвестиційні анкети.

## Пам'ятки
У Здолбунівському районі Рівненської області нараховується 48 пам'яток історії.

## Відомі люди
Народилися
- Борис Тен (Микола Хомичевський; 1897—1983) — український поет і перекладач; колишній священик Української автокефальної православної церкви.
- Юрій Бржечко[9] — поет, філософ.
- Сергій Гридін (нар. 1971) — український дитячий письменник.
- Грогорук Анатолій Ананійович.[10]
- Володимир Дрозюк — український журналіст, головний редактор здолбунівської райгазети «Нове життя».[11]
- Олійник Галина Петрівна
- Улас Самчук (1905—1987) — український письменник, журналіст і публіцист, редактор, лауреат УММАН, член уряду УНР у вигнанні, член ОУП «Слово».
- Філонюк Галина Вікторівна — українська поетка.
- Олександр Харват (нар. 1959) — український фотограф.
- Шимчук Микола Олегович — український художник.[12]
- Ярмолюк Василь Олександрович[13]
- Юзеф Дунін-Карвицький (1833—1910) — власник маєтку в Мізочі на Рівненщині, польський письменник, краєзнавець, енциклопедист, мемуарист.